# Freddy's Dead: The Final Nightmare
A Nightmare on Elm Street 6: Freddy's Dead: The Final Nightmare (bra: A Hora do Pesadelo 6 - A Morte de Freddy ou A Hora do Pesadelo 6 - Pesadelo Final - A Morte de Freddy; prt: Pesadelo em Elm Street VI) é um filme estadunidense de 1991, dos gêneros terror, suspense e fantasia, dirigido por Rachel Talalay.
Apesar do título, este sexto filme da série A Nightmare on Elm Street não é o último da série — New Nightmare (1994) viria na sequência —, mas é o primeiro filme da New Line Cinema lançado em 3D.

## Sinopse
Em 1999, dez anos após o quinto filme da franquia, Alice Johnson e seu filho Jacob haviam se afastado de Springwood, acompanhados de seu pai e Yvonne. Nesse período, Freddy Krueger retornou e conseguiu matar quase todas as crianças da cidade de Springwood, Ohio. O único sobrevivente adolescente, conhecido apenas como "John Doe", foi confrontado por Freddy em um sonho e, ao tentar escapar, foi derrubado além dos limites da cidade. Esses limites serviam como uma barreira que Freddy não podia cruzar, e o buraco que John fez ao atravessá-la fechou-se assim que Freddy o tocou. No entanto, ao atravessar a barreira, John bateu a cabeça em uma pedra e não se lembrava de quem era ou por que estava fora de Springwood.
Enquanto isso, em um abrigo para jovens problemáticos, Spencer, Carlos e Tracy planejavam fugir. Carlos havia sido fisicamente abusado por seus pais, resultando em uma deficiência auditiva; Tracy havia sido abusada sexualmente por seu pai; e Spencer era considerado ignorante. John, após ser capturado pela polícia, tornou-se residente do abrigo e paciente da Dra. Maggie Burroughs. Maggie encontrou um recorte de jornal de Springwood no bolso de John e decidiu que uma viagem até lá poderia ajudar a refrescar sua memória.
O grupo tentou escapar do abrigo escondendo-se na van, mas foram descobertos quando John teve uma alucinação e quase destruiu o veículo fora de Springwood. Tracy, Spencer e Carlos, após uma tentativa frustrada de deixar a cidade, decidiram descansar em uma casa abandonada nas proximidades, que se transformou na icônica 1428 Elm Street, antiga residência de Nancy Thompson e Jesse Walsh. Enquanto isso, John e Maggie visitaram o orfanato local e descobriram que Freddy tinha um filho. John acreditava ser o filho de Freddy, pois havia sobrevivido.
De volta à Elm Street, Carlos e Spencer adormeceram e se tornaram vítimas de Freddy. Tracy foi despertada por Maggie, mas John, que havia entrado no mundo dos sonhos para tentar ajudar Spencer, ainda estava dormindo. Maggie e Tracy decidiram levá-lo de volta ao abrigo. No entanto, no caminho, Krueger matou John em seu sonho, revelando que o filho de Krueger era uma menina. Com a morte de John, ele revelou essa informação a Maggie. Tracy e ela retornaram ao abrigo, mas descobriram que ninguém se lembrava de John, Spencer ou Carlos, exceto Doc, que havia aprendido a controlar seus sonhos. Maggie lembrou o que John dissera e encontrou seus próprios papéis de adoção, descobrindo que era filha de Freddy, cujo verdadeiro nome era Katherine Krueger.
Doc descobriu que o poder de Freddy vinha de "demônios do sonho" que o faziam reviver continuamente e que ele poderia ser morto se fosse puxado para o mundo real. Maggie decidiu que seria a única a entrar na mente de Freddy e puxá-lo para o mundo real. Uma vez no mundo dos sonhos, ela usou óculos 3D e entrou na mente de Freddy, descobrindo que ele havia sido caçoado na infância, abusado por seu pai adotivo, infligira auto-abuso na adolescência e assassinara sua esposa. Freddy havia recebido o poder de se tornar imortal dos demônios do sonho.
Depois de superar algumas dificuldades, Maggie conseguiu puxar Freddy para o mundo real. Ela e Freddy se envolveram em um combate frontal, durante o qual Maggie usou armas confiscadas de pacientes no abrigo. Enfurecida, ela desarmou Freddy de sua luva com garras e o golpeou no estômago com a mesma luva. Em seguida, Tracy jogou uma bomba caseira para Maggie, que a prendeu no peito de Freddy. Maggie beijou-o na bochecha, dizendo "Happy Fathers Day", e correu. Quando a bomba explodiu, Freddy olhou para a câmera e disse "Kids" antes de explodir. Os três demônios do sonho foram vistos saindo de Freddy após a explosão, incapacitando-o de reviver no mundo real. Maggie sorriu para Tracy e Doc, dizendo: "Freddy's Dead".

## Elenco
- Robert Englund .... Freddy Krueger
- Lisa Zane .... Maggie Burroughs
- Shon Greenblatt .... John Doe
- Lezlie Deane .... Tracy
- Ricky Dean Logan .... Carlos
- Breckin Meyer .... Spencer
- Yaphet Kotto .... Doc
- Roseanne .... mulher sem filhos
- Tom Arnold .... homem sem filhos
- Elinor Donahue .... mulher do orfanato
- Johnny Depp .... adolescente na TV
- Cassandra Rachel Friel .... Maggie criança / Katherine Krueger
- David Dunard .... Kelly
- Marilyn Rockafellow .... sra. Burroughs
- Virginia Peters .... mulher no avião
- Alice Cooper .... Sr. Underwood, o padrasto de Freddy

## Comic spin-off
A Innovation Comics publicou uma adaptação em quadrinhos do filme. Uma versão alternativa da terceira edição foi publicada em 3-D, a fim de recriar o efeito usado também no filme. A série também foi publicada no formato de brochura. A Innovation seguiu a adaptação com A Nightmare on Elm Street: The Beginning. A terceira minissérie segue como uma sequência direta de Freddy's Dead: The Final Nightmare, como Maggie Burroughs continuava a ter pesadelos com seu pai, Freddy Krueger, na sequência dos acontecimentos do filme, viaja de volta para Springwood com Tracy, outro sobrevivente do filme, Maggie pesquisa a vida de Freddy que antecederam a sua morte em Springwood. Apenas as duas primeiras edições da série foram lançadas antes da Innovation Comics declarar falência, deixando a terceira edição ainda não publicada e a história incompleta. O escritor da série, Andy Mangels, desde então deixou o script original para edição do número 3 disponível em seu site.

## Lançamento

### Bilheteria
Freddy's Dead: The Final Nightmare redeu $12,966,525 no lançamento de fim de semana, que foi o fim de semana mais rentável para a série até o lançamento de Freddy vs. Jason. Com o caixa total apurado em $34,872,033 nos Estados Unidos (tornando-o, o quarto filme de maior faturamento série).

## Trilha sonora
A trilha sonora do o filme foi lançada em 24 de setembro, 1991 pela Warner Bros. Records.
1. The Goo Goo Dolls - I'm Awake Now
2. Junk Monkeys - Everything Remains the Same
3. The Goo Goo Dolls - You Know What I Mean
4. Johnny Law - Remember the Night
5. Chubb Rock - Treat 'em Right
6. Iggy Pop - Why Was I Born? (Freddy's Dead)
7. Johnny Law - Hold Me Down
8. The Goo Goo Dolls - Two Days in February
9. Young Lords - Give Me a Beat
10. Fates Warning - Nothing Left to Say